# Spiloxene aquatica
Spiloxene aquatica är en enhjärtbladig växtart som först beskrevs av Carl von Linné d.y., och fick sitt nu gällande namn av Henry Georges Fourcade. Spiloxene aquatica ingår i släktet Spiloxene och familjen Hypoxidaceae. IUCN kategoriserar arten globalt som livskraftig. Inga underarter finns listade i Catalogue of Life.

## Bildgalleri

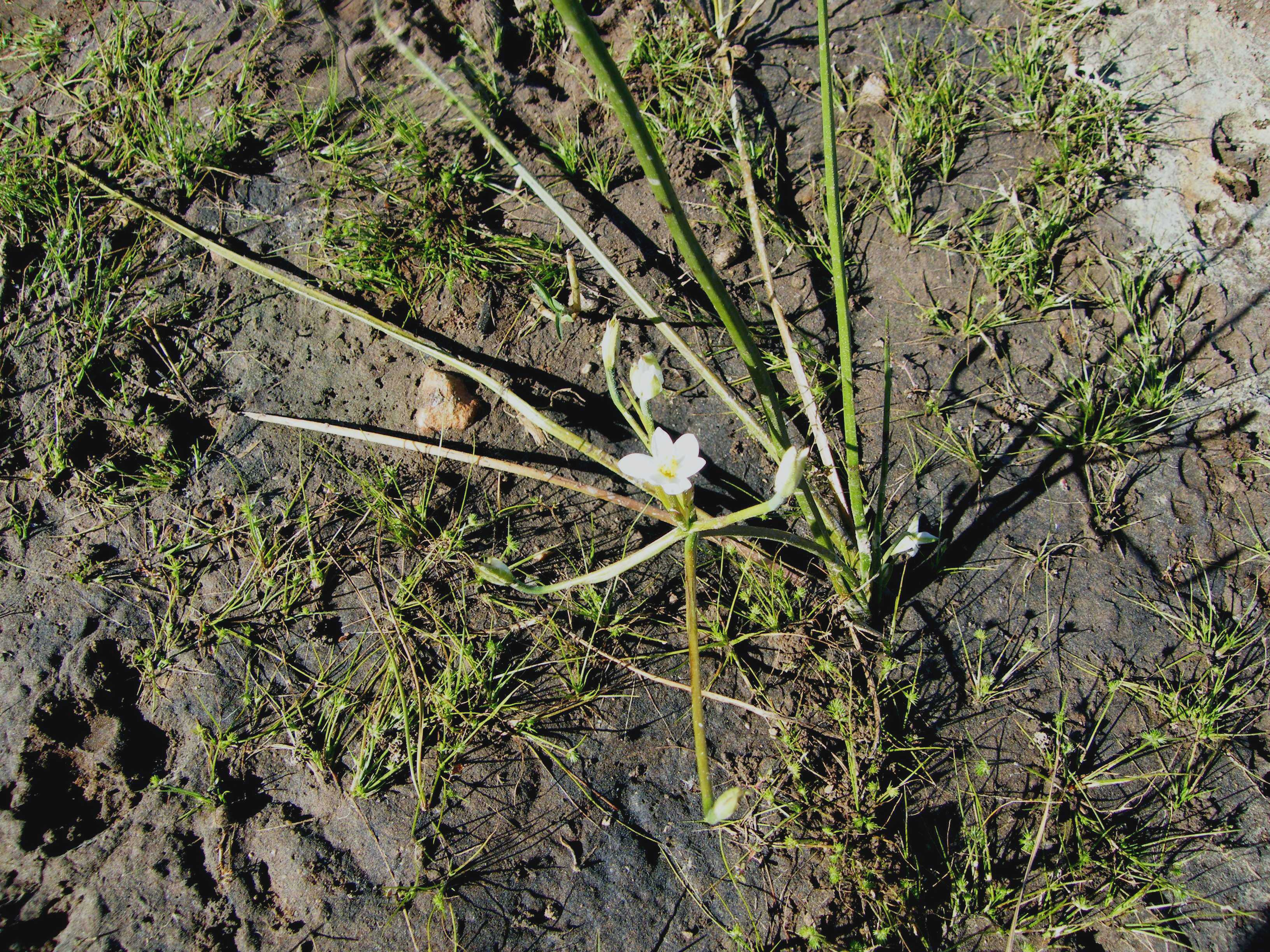